# Giovanna Chaves
Giovanna Júlly Lopes Chaves (São Paulo, 4 de dezembro de 2001) é uma atriz, dubladora, modelo e cantora brasileira. Ficou conhecida por interpretar Priscila, na novela Cúmplices de um Resgate em 2015. A artista tem bastante influência nas redes sociais, com um público fiel e publicidades para grandes marcas. Apenas no Instagram, a mesma coleciona mais de 11 milhões de seguidores.

## Biografia
Giovanna Chaves nasceu em 4 de dezembro de 2001, no município de São Paulo. Filha mais velha, tem apenas uma irmã, Bruna Chaves, que também é modelo. Iniciou a carreira aos 9 meses, quando participou da gravação de um DVD do apresentador Gugu e desde então, os convites começaram a surgir. Fez trabalhos publicitários, desfiles, catálogos e participou de alguns programas de televisão, entre eles: Ídolos Kids e Programa do Gugu.
Depois de ter participado do programa Ídolos Kids, lançou seu primeiro CD chamado Giovanna Chaves em 2012. A música de maior sucesso foi Imaginar que fez parte da trilha sonora da telenovela Chiquititas. Posteriormente, ganhou destaque ao interpretar a antagonista Priscila no remake da telenovela infantil Cúmplices de um Resgate, exibida entre 2015 e 2016. Juntamente com o sucesso da novela, Giovanna lançou seu segundo CD chamado Vem Comigo em 2016. Em 2018	integrou o elenco de Samantha!  na Netflix onde interpretou a caloura Valentina Vitória. Ainda neste ano estreou no cinema em Nada a Perder filme biográfico sobre a trajetória do bispo evangélico e empresário Edir Macedo onde deu vida a Cristiane primogênita do protagonista. No ano seguinte estreou na sequência da história.
Em 2020, interpretou a patricinha Helô Diniz na comédia romântica O Melhor Verão das Nossas Vidas e também fez parte do júri da primeira temporada do talent show Canta Comigo Teen. Em 2021 fez uma participação na série Exterminadores do Além no SBT e na novela Um Lugar ao Sol que marca sua estreia na TV Globo. Em 2022, deu a vida a Bruxa Má, no filme infantil Eu Acredito em Contos de Fadas lançado diretamente nas plataformas de streaming por aluguel. Interpretou Rosa na websérie ficional Todo Mundo que Amei já me fez Chorar sobre relacionamentos tóxicos, um projeto baseado no livro de Cleo.
Em março de 2023, foi confirmada como a mimada e arrogante Carminha Frufru no live-action Turma da Mônica Jovem: Reflexos do Medo‎. Em junho estreou no longa Um Ano Inesquecível - Primavera baseado no conto A Matemática das Flores de Bruna Vieira, desta vez dando vida a Alice Almeida, uma patricinha do interior. Em 2024, começou o ano estreando a nova versão de Turma da Mônica Jovem: Reflexos do Medo‎. 

## Filmografia

### Televisão
| Ano     | Título                               | Personagem                | Notas                           |
| ------- | ------------------------------------ | ------------------------- | ------------------------------- |
| 2012    | Ídolos Kids                          | Participante (5º lugar)   | Temporada 1                     |
| 2015–16 | Cúmplices de um Resgate              | Priscila Saldanha Meneses |                                 |
| 2018    | Samantha!                            | Valentina Vitória         |                                 |
| 2020    | Canta Comigo Teen                    | Jurada                    |                                 |
| 2021    | Exterminadores do Além               | Manix                     | Episódio: "O Senhor das Trevas" |
| 2021    | Um Lugar ao Sol                      | Carol                     | Episódio: "18 de novembro"      |
| 2022    | Todo Mundo que Amei já me fez Chorar | Rosa                      | Web-série                       |
| 2023    | A Infância de Romeu e Julieta        | Giovana                   | Episódio: "30 de junho"         |

### Cinema
| Ano  | Título                                  | Personagem           |
| ---- | --------------------------------------- | -------------------- |
| 2018 | Nada a Perder                           | Cristiane Cardoso    |
| 2019 | Nada a Perder 2                         | Cristiane Cardoso    |
| 2020 | O Melhor Verão das Nossas Vidas         | Heloisa Diniz (Helô) |
| 2023 | Um Ano Inesquecível: Primavera          | Alice Almeida        |
| 2024 | Turma da Mônica Jovem: Reflexos do Medo | Carmem Frufru        |
| 2024 | Fazendo Meu Filme                       | Vanessa              |
| 2025 | Uma Babá Gloriosa                       | Júlia Leme (Julinha) |
| 2025 | O Velho Fusca                           | Layla Valente        |

### Dublagem
| Ano  | Título                     | Personagem    |
| ---- | -------------------------- | ------------- |
| 2017 | Os Smurfs e a Vila Perdida | Smuflor (voz) |

## Literatura
| Ano  | Título                  |
| ---- | ----------------------- |
| 2017 | O Amor em Poucas Linhas |

## Discografia
Álbuns de estúdio
| Ano  | Álbum      | Detalhes do Álbum                                                                           | Músicas |
| ---- | ---------- | ------------------------------------------------------------------------------------------- | --- |
| 2016 | Vem Comigo | - Gravadora (s): JL Music - Lançamento: 15 de abril de 2016 - Formato (s): download digital | 1. "Acho Que É Amor" 2. "Conto de Fadas" 3. "Nossa Sintonia" 4. "Pensando Bem" 5. "Príncipe Encantado" 6. "Vem Comigo" |

Singles
| Ano  | Canção                    |
| ---- | ------------------------- |
| 2017 | "O Amor em Poucas Linhas" |
| 2017 | "Cê Vai Virar Meu Fã"     |
| 2019 | "Leva Eu"                 |
| 2020 | "P"                       |
| 2020 | "J"                       |

Trilhas sonoras
| Ano  | Canção                                   | Álbum                           |
| ---- | ---------------------------------------- | ------------------------------- |
| 2016 | "Superstar" (com Larissa Manoela e coro) | Cúmplices de um Resgate         |
| 2016 | "Juntos" (com Larissa Manoela e coro)    | Cúmplices de um Resgate         |
| 2020 | "Amar Sem Medo"                          | O Melhor Verão das Nossas Vidas |

## Prêmios e indicações
| Ano  | Prêmio                               | Categoria          | Trabalho                | Resultado |
| ---- | ------------------------------------ | ------------------ | ----------------------- | --------- |
| 2016 | Prêmio Destaque Personalidade Brasil | Atriz Destaque     | Cúmplices de um Resgate | Venceu    |
| 2016 | Prêmio Jovem Brasileiro              | Melhor Atriz Jovem | Cúmplices de um Resgate | Indicado  |
| 2017 | Meus Prêmios Nick                    | Revelação Digital  | Ela mesma               | Venceu    |
| 2018 | Prêmio Jovem Brasileiro              | Melhor Atriz Jovem | Nada a Perder           | Indicado  |
| 2018 | Meus Prêmios Nick                    | Instagram Favorito | Ela mesma               | Indicado  |